# Arnannguaq Gerstrøm
Arnannguaq Janna Posborg Gerstrøm (født 15. oktober 1977 i Nuuk, Grønland) er en grønlandsk komponist, dirigent og fløjtenist. Hendes musikalske arbejde kombinerer klassisk tradition med nordiske rødder og grønlandsk arv. Hun er medlem af Dansk Komponistforening og har haft værker uropført af ensembler og orkestre i både Norden og internationalt.

## Uddannelse
Arnannguaq Gerstrøm tog sin folkeskoleeksamen i Grønland og fortsatte med at tage studentereksamen på den internationale linje på Amtsgymnasiet i Roskilde, Danmark. Hun har derefter gennemført sin musikalske uddannelse på MGK Frederiksberg, og har derudover en Master of Fine Arts (MFA) fra Musikhögskolan i Malmö ved Lunds Universitet i Sverige. Hun har desuden studeret ved Royal Northern College of Music (en) i Manchester, Storbritannien.
Derudover har hun taget kurser i direktion, arrangement og kompositionsteknik bl.a. hos Svenn Skipper og Verner Nicolet,[kilde mangler] samt ledelse ved Copenhagen Business School.

## Musikalsk karriere
Arnannguaq Gerstrøm begyndte som fløjtenist og dirigent og har siden 2009 arbejdet som komponist. Hendes værker er blevet uropført af ensembler som Theatre of Voices, Storstrøms Ensemble], Royal Scottish National Orchestra (RSNO), Islands Symfoniorkester (en) og Aalborg Symfoniorkester. Hun har også komponeret værker til Dronning Margrethe 2. og kongeparret (dengang kronprinseparret) samt et eksamensstykke til tværfløjteklassen for Lunds Universitet.
Arnannguaq Gerstrøm grundlagde Ensemble, Grønlands første professionelle ensemble for klassisk musik og ny kompositionsmusik. Hun stiftede desuden Grønlands første symfoniorkester samt Orkesterskolen i Kommuneqarfik Sermersooq.[kilde mangler]
Et af Arnannguaq Gerstrøms kendte værker[kilde mangler] er Ukioq (Vinter), inspireret af ånden, naturen og kræfterne i den arktiske vinter i Grønland. Værket er skrevet for fløjte, bratsch og fagot dediceret til Nordic Viola-projektet.

## Erhvervskarriere
Hun er grønlandsk-producent ved Nordisk Teaterlaboratorium i Holstebro, hvor hun er medstifter og projektleder for INUNA Podcast, en grønlandsksproget podcast for grønlændere i Danmark.[kilde mangler]
Desuden er hun også komponist, fløjtenist og dirigent siden 2004.[kilde mangler]

Arnannguaq Gerstrøm har også arbejdet som leder og rådgiver inden for den grønlandske erhvervsliv, herunder som administrerende direktør CEO i Usisaat, et af Grønlands største transport- og speditionsselskaber.[kilde mangler]
Arnannguaq Gerstrøm er nuværende bestyrelsesmedlem i Nuup Bussii, busselskabet i Nuuk under Kommuneqarfik Sermersooq. Hun har tidligere haft bestyrelsesposter i blandt andet Nunatta Isiginnaartitsisarfia (Nationalteatret i Grønland), Grønlands-Islands Handelskammer samt formand for brancheudvalget under Sulisitsisut (Grønlands Erhverv), hvor hun også sad i hovedbestyrelsen.[kilde mangler]

Arnannguaq Gerstrøm har modtaget adskillige legater fra blandt andet Statens Kunstfond, Nordisk Kulturfond, NAPA Nordens Institut i Grønland og Augustinus Fonden.[kilde mangler] I 2013 blev hun udnævnt til kulturambassadør for Kommuneqarfik Sermersooq. I 2014 blev hun optaget i Kraks Blå Bog som anerkendelse af sine bedrifter som både kunstner og erhvervskvinde.

## Privatliv
Arnannguaq Gerstrøm bor i dag i Silkeborg sammen med sin mand. Arnannguaq har i alt fire børn.[kilde mangler]